# Gara Botoșani
Gara Botoșani este o stație feroviară din Botoșani, județul Botoșani, România. A fost proiectată în 1867, odată cu linia de cale ferată și a fost inaugurată în anul 1872, odată cu tronsonul de cale ferată Botoșani-Verești.
Proiectul de arhitectură a fost realizat de concernul austriac Victor von Offenheim, iar proiectul tehnic a fost realizat de matematicianul si fizicianul român Elie Radu.
În anul 2004, gara a fost închisă, fiind considerată insalubră și periculoasă pentru călători.
Lucrările de modernizare s-au încheiat în 2014, iar recepția lucrărilor a avut loc pe 16 ianuarie.
De aici pleacă trenuri directe sau cu legătură către capitală sau orașele mari din România sau străinătate.

## Monument istoric
Gara este declarată monument istoric și are cod LMI BT-II-m-B-01923.

Aspectul original al gării (1932)

## Mersul trenurilor
- CFR Călători — infofer.ro Tabela plecări - sosiri
- CFR Călători — mersultrenurilor.ro Stația Botoșani
- Regiotrans     — Botoșani-Dorohoi și retur Arhivat în 3 octombrie 2011, la Wayback Machine.

Din Botoșani sunt trenuri directe zilnice spre următoarele localități din România: București, Timișoara, Cluj-Napoca, Iași, Constanța, Suceava, Bacău etc.